# Tonalità di arancione
|                              |                  |         | sRGB | sRGB | sRGB | CMYK | CMYK | CMYK | CMYK | HSV | HSV  | HSV  | |
| Nome del colore              | Rappresentazione | HEX     | R    | G    | B    | C    | M    | Y    | K    | H   | S    | V    | Descrizione |
| ---------------------------- | ---------------- | ------- | ---- | ---- | ---- | ---- | ---- | ---- | ---- | --- | ---- | ---- | --- |
| Arancione (in HTML "Orange") |                  | #FF8000 | 255  | 128  | 0    | 0    | 49   | 100  | 0    | 30° | 100% | 100% | Codifica HTML di un particolare colore "arancione" accettata dai moderni browser. |
| Albicocca                    |                  | #FFB280 | 255  | 178  | 128  | 0    | 30   | 49   | 0    | 23° | 49%  | 100% | Tonalità chiara dell'arancione tra il giallo e il rosa, che ricorda il colore delle albicocche. In realtà, il colore è leggermente più pallido rispetto al vero colore del frutto, così come il colore pesca.                                                                                    |
| Albicocca chiaro             |                  | #FFD9B2 | 255  | 217  | 178  | 0    | 14   | 30   | 0    | 30° | 30%  | 100% | Variante del colore albicocca |
| Ambra                        |                  | #FFBF00 | 255  | 191  | 0    | 0    | 25   | 100  | 0    | 44° | 100% | 100% | Colore arancio-giallo che prende il nome dal materiale omonimo, l'ambra. |
| Ambra UNECE                  |                  | #FF7E00 | 255  | 126  | 0    | 0    | 50   | 100  | 0    | 29° | 100% | 100% | Variante del colore ambra |
| Arancione bruciato           |                  | #CC5500 | 204  | 85   | 0    | 0    | 58   | 100  | 19   | 25° | 100% | 80%  | Gradazione di arancione molto scuro, tendente quasi al marrone. |
| Arancione fiamma             |                  | #FF9900 | 255  | 153  | 0    | 0    | 40   | 100  | 0    | 36° | 100% | 100% | Conosciuto come arancione di sicurezza, arancione chiaro, arancione di Caltrans, è un colore usato per far risaltare degli oggetti rispetto a ciò che li circonda, specialmente nel contrasto complementare al colore blu del cielo. Viene spesso usato per oggetti utilizzati per segnalazioni. |
| Arancione internazionale     |                  | #FF4F00 | 255  | 79   | 0    | 0    | 69   | 100  | 0    | 18° | 100% | 100% | Utilizzato per segnalare gli ostacoli aumentando il contrasto con gli oggetti circostanti e lo sfondo del cielo. È simile all'arancione fiamma, altro colore utilizzato per la segnaletica, ma è più scuro ed ha un colore più tendente al rosso.                                                |
| Carota                       |                  | #ED9133 | 237  | 145  | 51   | 0    | 38   | 78   | 7    | 30° | 78%  | 92%  | Gradazione di arancione che ricorda l'omonimo vegetale. |
| Giallo Napoli rossastro      |                  | #FAC3A2 | 250  | 195  | 162  | 0    | 22   | 35   | 1    | 22° | 35%  | 98%  | Varietà di giallo Napoli tendente al rosa pesca, all'arancione ed all'incarnato. |
| Melograno                    |                  | #EC5800 | 236  | 88   | 0    | 0    | 62   | 100  | 7    | 22° | 100% | 92%  | Colore che ricorda la tinta della melagrana, frutto del melograno. |
| Pesca                        |                  | #FFE5B4 | 255  | 229  | 180  | 0    | 10   | 29   | 0    | 39° | 29%  | 100% | Tonalità di arancione che ricorda il colore della pelle interna delle pesche. |
| Pesca-arancio                |                  | #FFCC99 | 255  | 204  | 153  | 0    | 19   | 40   | 0    | 30° | 40%  | 100% | Tonalità di colore che somiglia al colore del frutto del pesco. |
| Rosa arancio                 |                  | #FF9966 | 255  | 153  | 102  | 0    | 40   | 60   | 0    | 19° | 60%  | 100% | Tonalità tra il colore rosa e il colore arancione. |
| Sabbia                       |                  | #F4A460 | 244  | 164  | 96   | 0    | 32   | 60   | 4    | 27° | 60%  | 95%  | Colore che richiama quello della sabbia. |
| Salmone scuro                |                  | #E9967A | 233  | 150  | 122  | 0    | 35   | 47   | 8    | 15° | 47%  | 91%  | Variante del colore salmone. |
| Zucca                        |                  | #FF7518 | 255  | 117  | 24   | 0    | 54   | 90   | 0    | 24° | 90%  | 100% | Colore che ricorda l'omonimo vegetale. |